# St. Jakobus der Ältere (Ahausen)

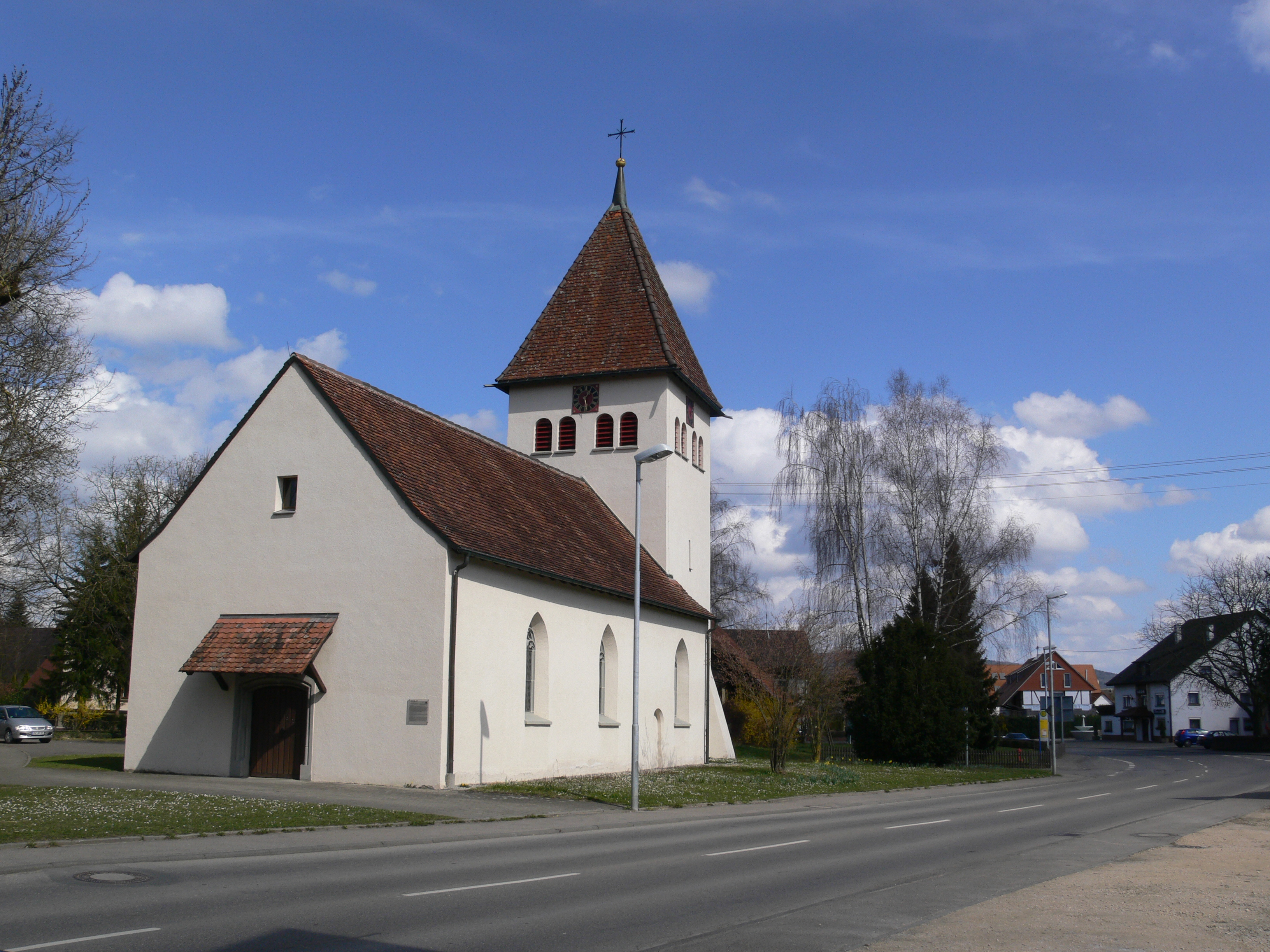
St. Jakobus der Ältere in Ahausen

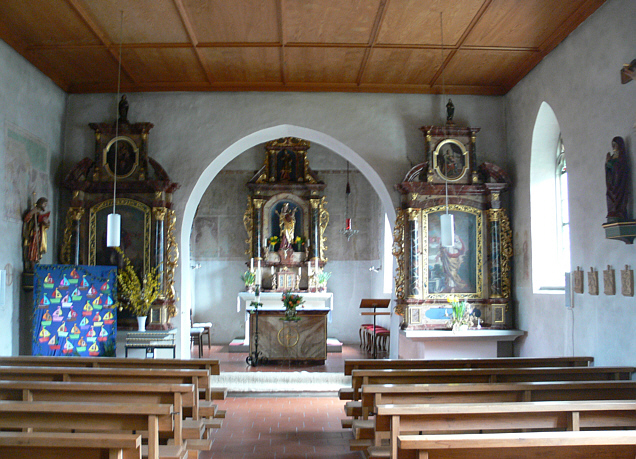
Innenansicht

Die römisch-katholische Kapelle  St. Jakobus der Ältere steht in Ahausen, einem Gemeindeteil von Bermatingen im Bodenseekreis in Baden-Württemberg. Die Kirche gehört zum Erzbistum Freiburg, Kirchenpatron ist der Apostel Jakobus der Ältere. 

## Beschreibung
Die im Kern romanische Saalkirche besteht aus einem Langhaus, das mit einem Satteldach bedeckt ist, und einem Chor auf quadratischem Grundriss im Osten, der 1923 zum Chorturm aufgestockt wurde. Sein oberstes Geschoss beherbergt die Turmuhr und den Glockenstuhl, in dem vier Kirchenglocken hängen. Darauf sitzt ein Pyramidendach. 
Im Innenraum sind Reste spätmittelalterlicher Wandmalereien mit der Darstellung der Passions- und Ostergeschichte erhalten. Der barocke Hochaltar von 1688 ist ein Marienaltar mit einer Skulptur eine gekrönten Maria mit dem Jesusknaben. 